# Mike Ramsey
Michael Allen Ramsey, detto Mike (Minneapolis, 3 dicembre 1960), è un ex hockeista su ghiaccio statunitense.

## Palmarès

### Olimpiadi invernali
- 1 medaglia:
  - 1 oro (Lake Placid 1980)